# Obalna sekvoja
Obalna sekvoja (lat. Sequoia sempervirens) vrsta je drveća iz porodice Cupressaceae (neki autori još uvijek je svrstavaju u porodicu Taxodiaceae, koja je međutim, znatno izmijenjena nakon novih filogenetičkih istraživanja). Jedina je živa vrsta iz roda Sequoia.
To je četinjača porijeklom iz Sjeverne Amerike, raste naročito u zapadnom dijelu Sjedinjenih Američkih Država.
Ime Sequoia također se koristi kao zajednički naziv za potporodicu Sequoioideae u kojem je ovaj rod klasificiran zajedno s golemim mamutovcem (lat. Sequoiadendron giganteum i s kineskom metasekvojom (lat. Metasequoia glyptostoboides).
Kora je debela do 30 cm i prilično mekana, vlaknasta jarko crveno-smeđe boje, kada je starija tamni. Korijenski sustav sastoji se od plitkog i širokog bočno korijenja. Listovi su igličasti, dugi 15 – 25 mm i tamnozelene boje. Češer je jajolik, dug 15 – 32 mm. Oprašivanje se događa zimi, a češeri sazrijevaju oko 8 – 9 mjeseci poslije. Sjemenka je s dva krilca. Jednodomna je biljka. Kod obalne sekvoje zabilježeno je da se mitohondrijska DNK prenosi s muške strane.
Obalna sekvoja najpoznatija je zbog svoje visine i starosti. Stablo obalne sekvoje iz Nacionalnog parka Sequoia u Kaliforniji visoko je 115 m i najviše je stablo na svijetu. U istom nacionalnom parku raste i stablo obalne sekvoje opsega 7.9 metara, čime je obalna sekvoja na četvrtom mjestu liste drveća s najvećim opsegom stabala. Stablo Posljednji monarh koje raste u Kaliforniji ima volumen 1203 m³, po čemu je obalna sekvoja druga vrsta drveća iza golemog mamutovca po najvećem volumenu stabla. Može doživjeti tisuću godina. Pojedina stabla tako su velika i snažna, da se kroz njih kopaju rupe, kroz koje mogu proći automobili. Deblo ima grane uglavnom samo pri vrhu.
Sadi se u mnogim zemljama za ukrasne svrhe.

## Galerija
- debla
- kora
- iglice
- presjek drva
- češeri i sjemenke - muzejski primjerak

## Sinonimi
- Condylocarpus sempervirens Salisb. ex Carrière
- Gigantabies taxifolia J.Nelson
- Schubertia sempervirens (Lamb.) Spach
- Sequoia pyramidata Carrière
- Sequoia religiosa C.Presl
- Sequoia sempervirens var. adpressa Carrière
- Sequoia sempervirens f. adpressa (Carrière) Beissn.
- Sequoia sempervirens var. albospica G.Nicholson
- Sequoia sempervirens var. glauca R.Sm.
- Sequoia sempervirens f. glauca (R.Sm.) Rehder
- Sequoia sempervirens var. nana-pendula Hornibr.
- Sequoia sempervirens f. pendula (Rovelli) Rehder
- Sequoia sempervirens var. pendula (Rovelli) C.K.Schneid.
- Sequoia taxifolia K.Koch
- Steinhauera sempervirens (D.Don) Voss
- Taxodium nutkaense Lamb. ex Endl.
- Taxodium sempervirens D.Don[3]

## Poveznice
- Nacionalni park Redwood